# Bahla
Koordinaten: 22° 58′ N, 57° 18′ O
Die Oasenstadt Bahla (arabisch بهلاء, DMG Bahlāʾ) ist eine der ältesten Königstädte Omans. Sie liegt etwa 180 km südlich der Hauptstadt Maskat am Fuße des Gebirges Dschabal al-Achdar. Sie ist von einer 12 km langen und 5 m hohen Stadtmauer aus Lehmziegeln umgeben. Vom 12. bis 17. Jahrhundert war Bahla Hauptstadt der Nabhani-Dynastie.
Inmitten der Stadtmauer liegt die im 17. Jahrhundert vermutlich vom Stamm der Nabhani auf einem Steinfundament mit ungebackenen Lehmziegeln und Stroh erbaute Festung Hisn Tamah. Die gewaltige Festung besitzt insgesamt 15 Tore und 132 Wehrtürme. Aufgrund ihrer Lage oberhalb des Wadis hatte sie eine große strategische Bedeutung.

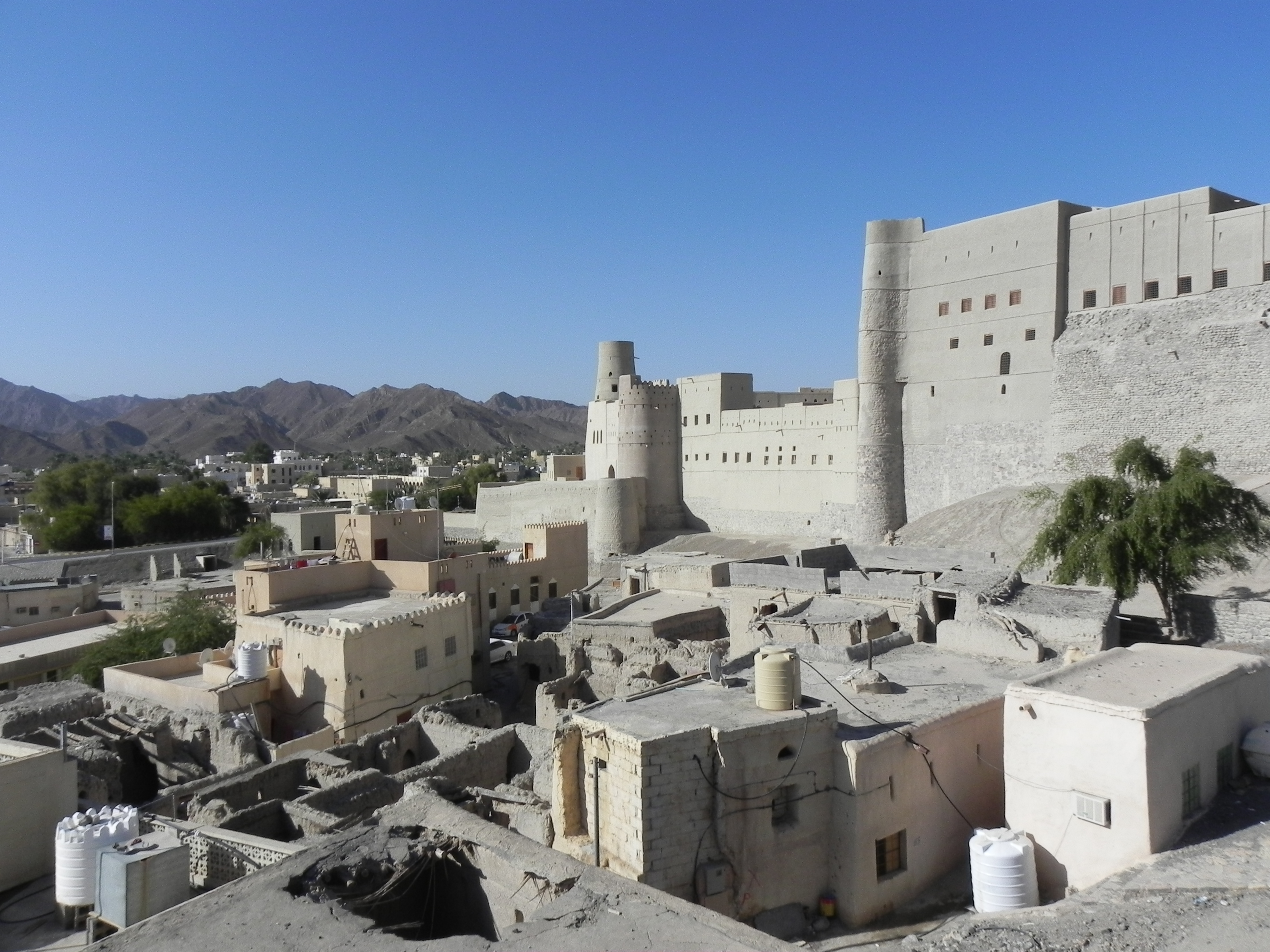
Blick über Bahla
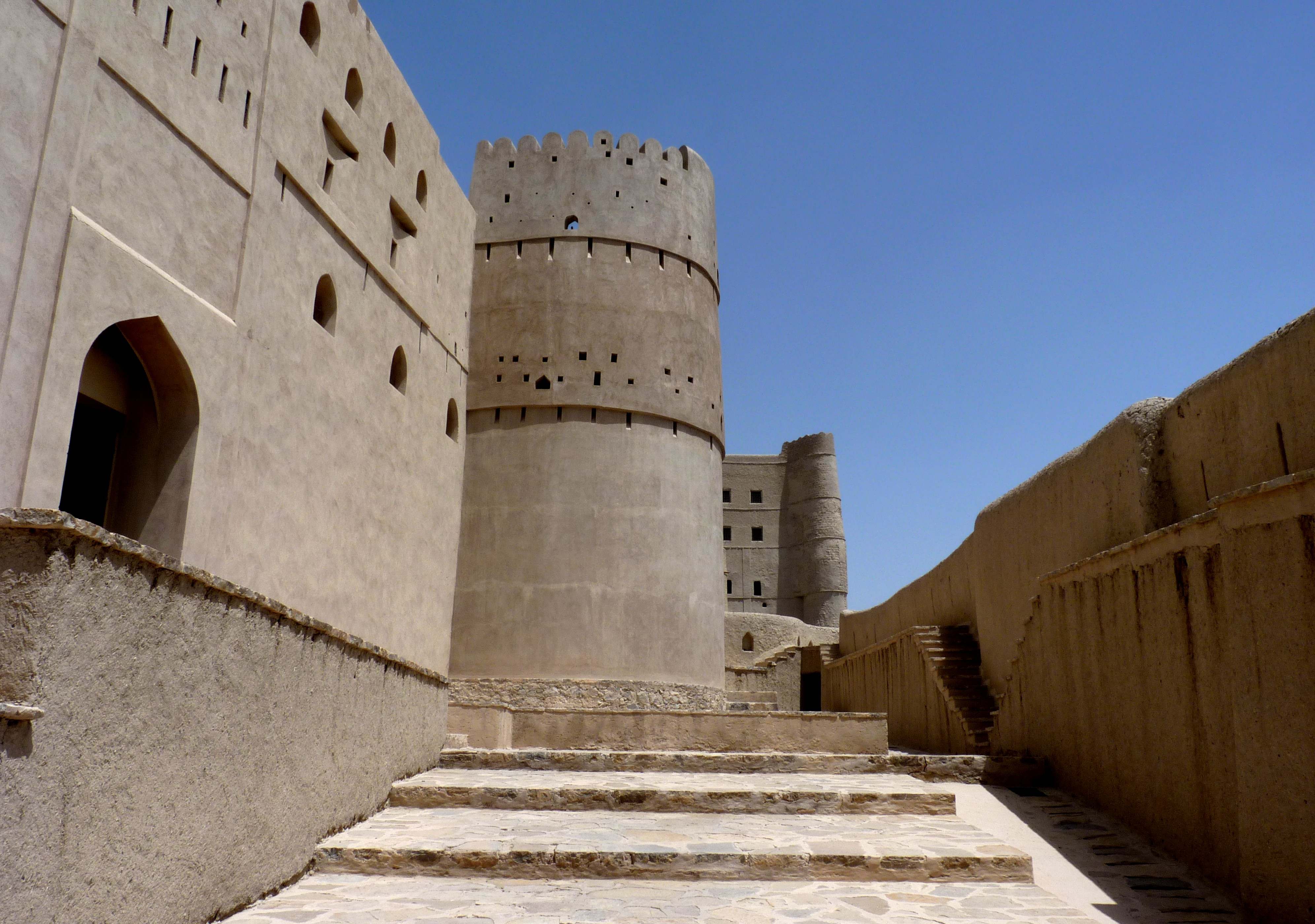
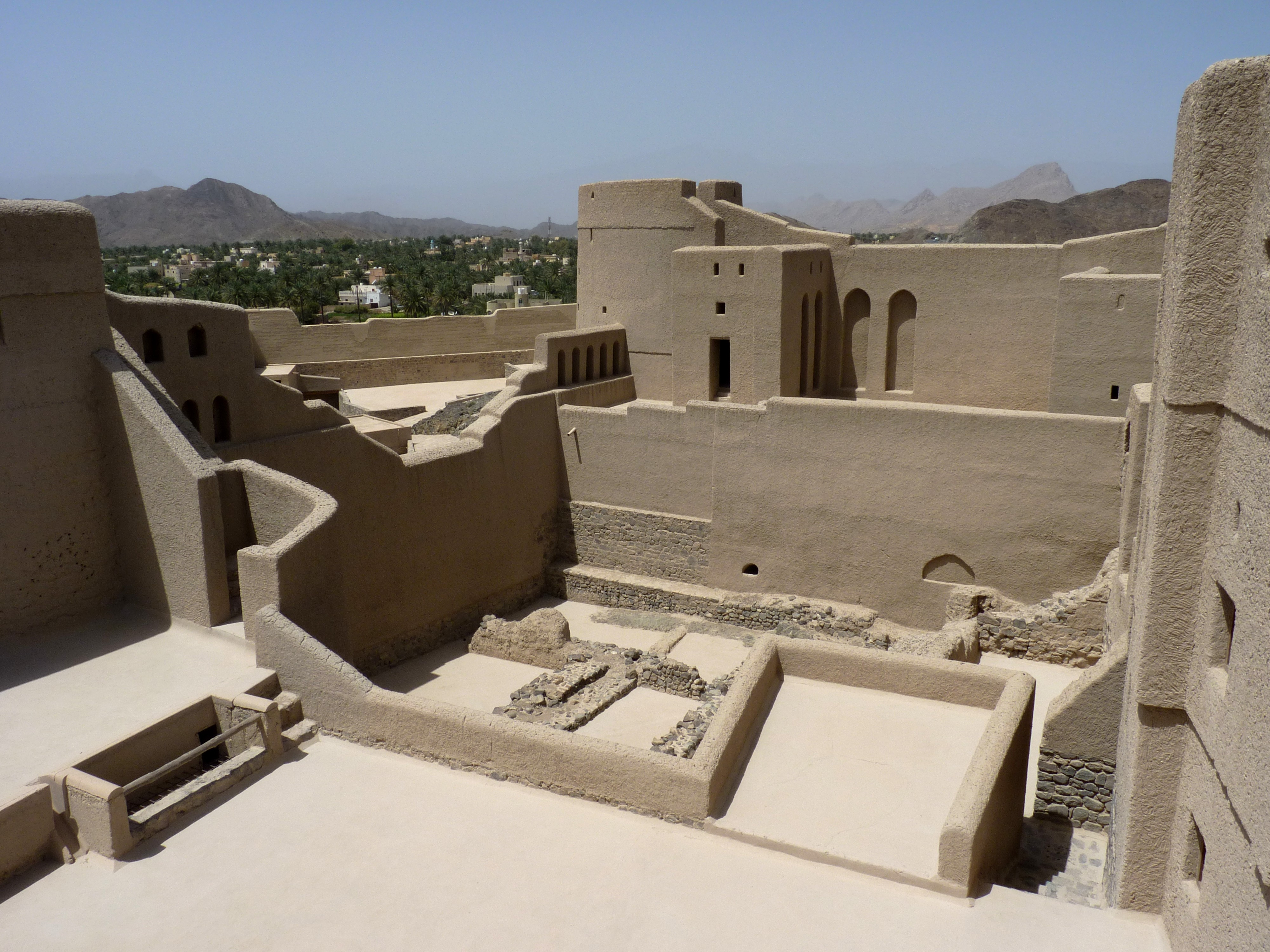
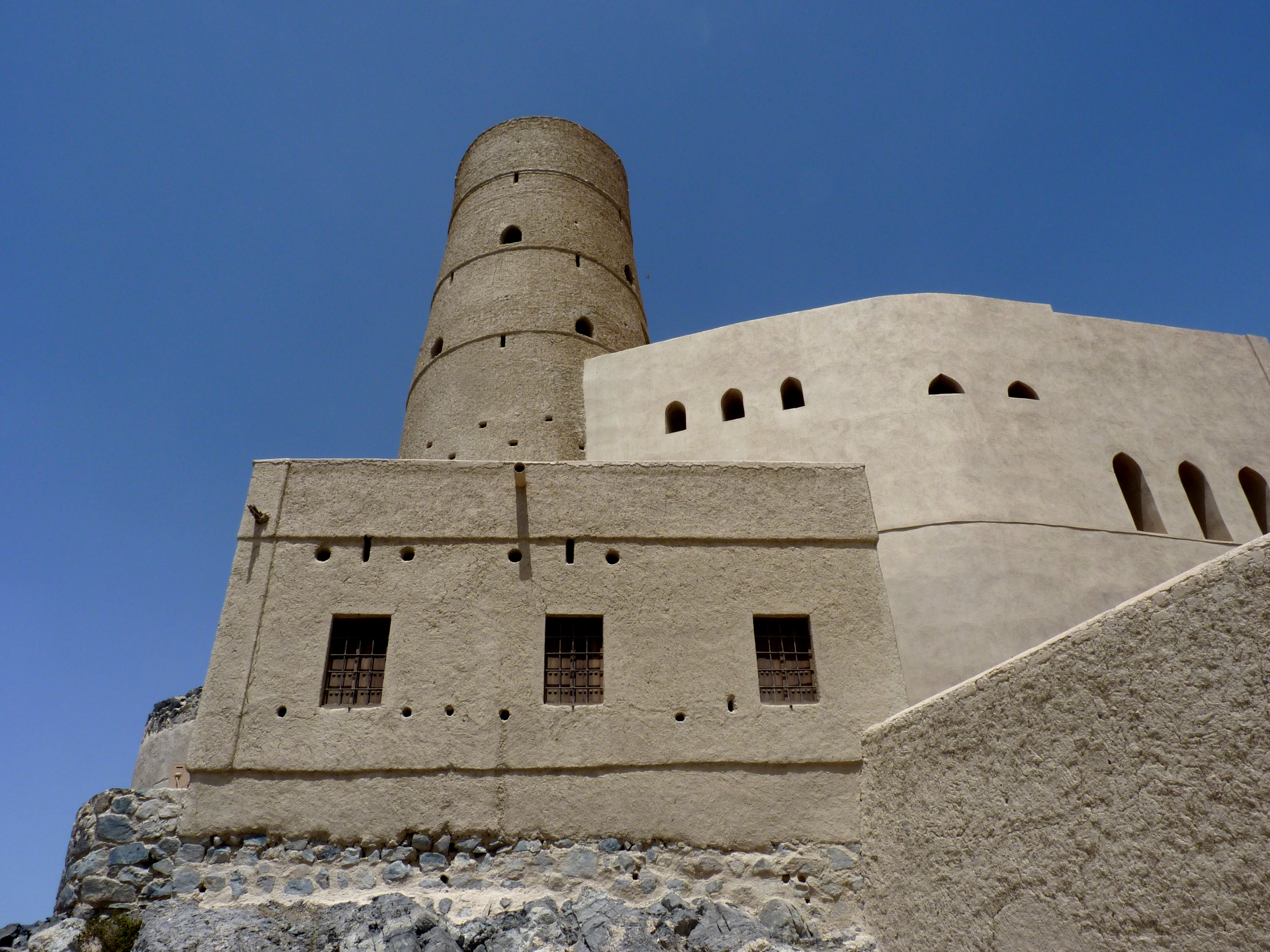
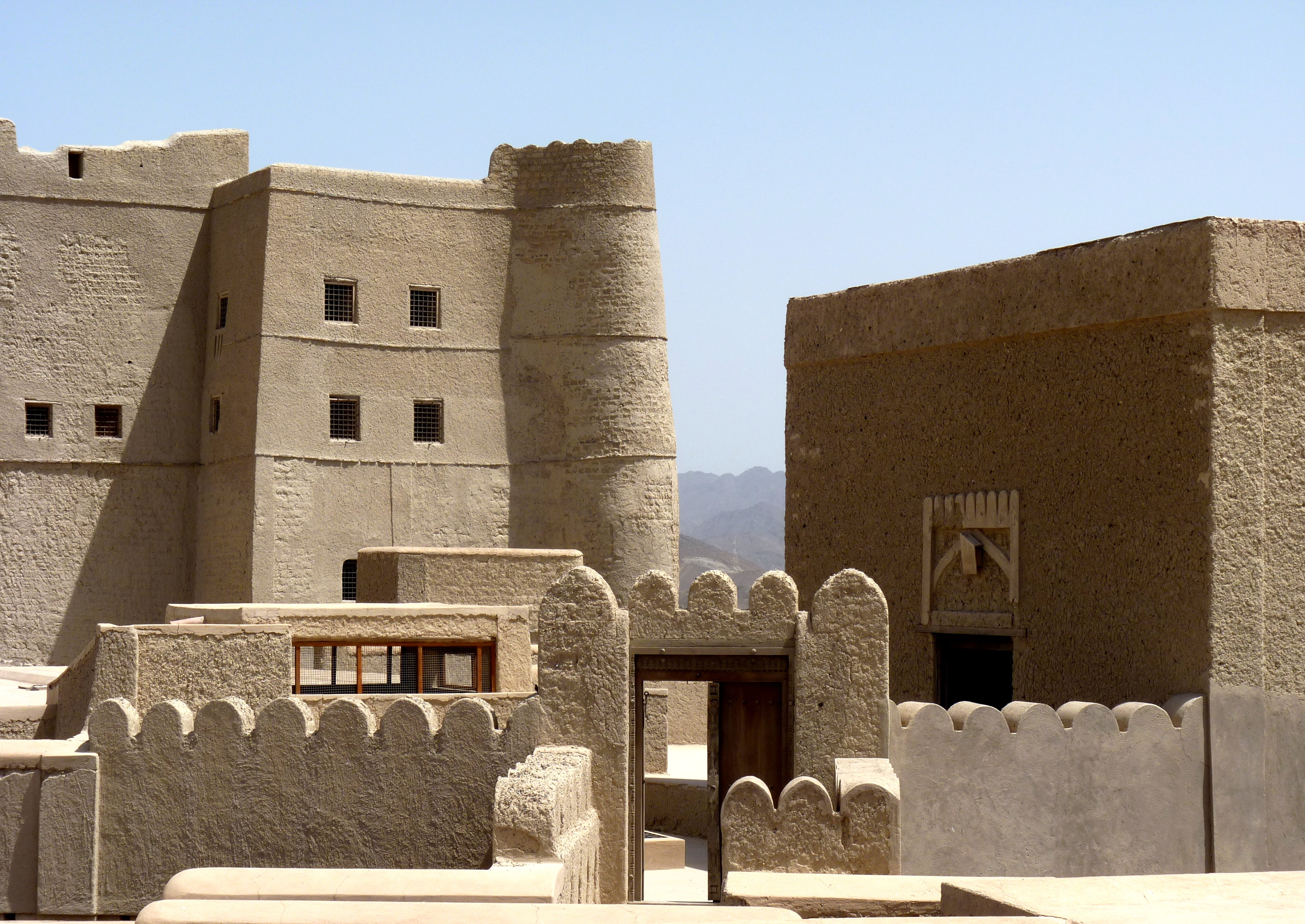